# Chicopee (Massachusetts)
Chicopee es una ciudad ubicada en el condado de Hampden en el estado estadounidense de Massachusetts. En el Censo de 2010 tenía una población de 55.298 habitantes y una densidad poblacional de 894,34 personas por km².

## Geografía
Chicopee se encuentra ubicada en las coordenadas 42°10′32″N 72°34′20″O / 42.17556, -72.57222. Según la Oficina del Censo de los Estados Unidos, Chicopee tiene una superficie total de 61.83 km², de la cual 59.13 km² corresponden a tierra firme y (4.36%) 2.7 km² es agua.

## Demografía
Según el censo de 2010, había 55.298 personas residiendo en Chicopee. La densidad de población era de 894,34 hab./km². De los 55.298 habitantes, Chicopee estaba compuesto por el 86.8% blancos, el 3.71% eran afroamericanos, el 0.37% eran amerindios, el 1.33% eran asiáticos, el 0.07% eran isleños del Pacífico, el 5.45% eran de otras razas y el 2.27% pertenecían a dos o más razas. Del total de la población el 14.82% eran hispanos o latinos de cualquier raza.

## Educación
El distrito escolar público de la ciudad de Chicopee mantiene varias escuelas públicas con una población de 7,800 estudiantes:
Además, la ciudad tiene varias escuelas primarias católicas administradas por la Diócesis de Springfield. Hay una escuela secundaria católica, Holyoke Catholic High School, que se fundó en la ciudad vecina de Holyoke pero se mudó a su sede actual en Chicopee en 2008.

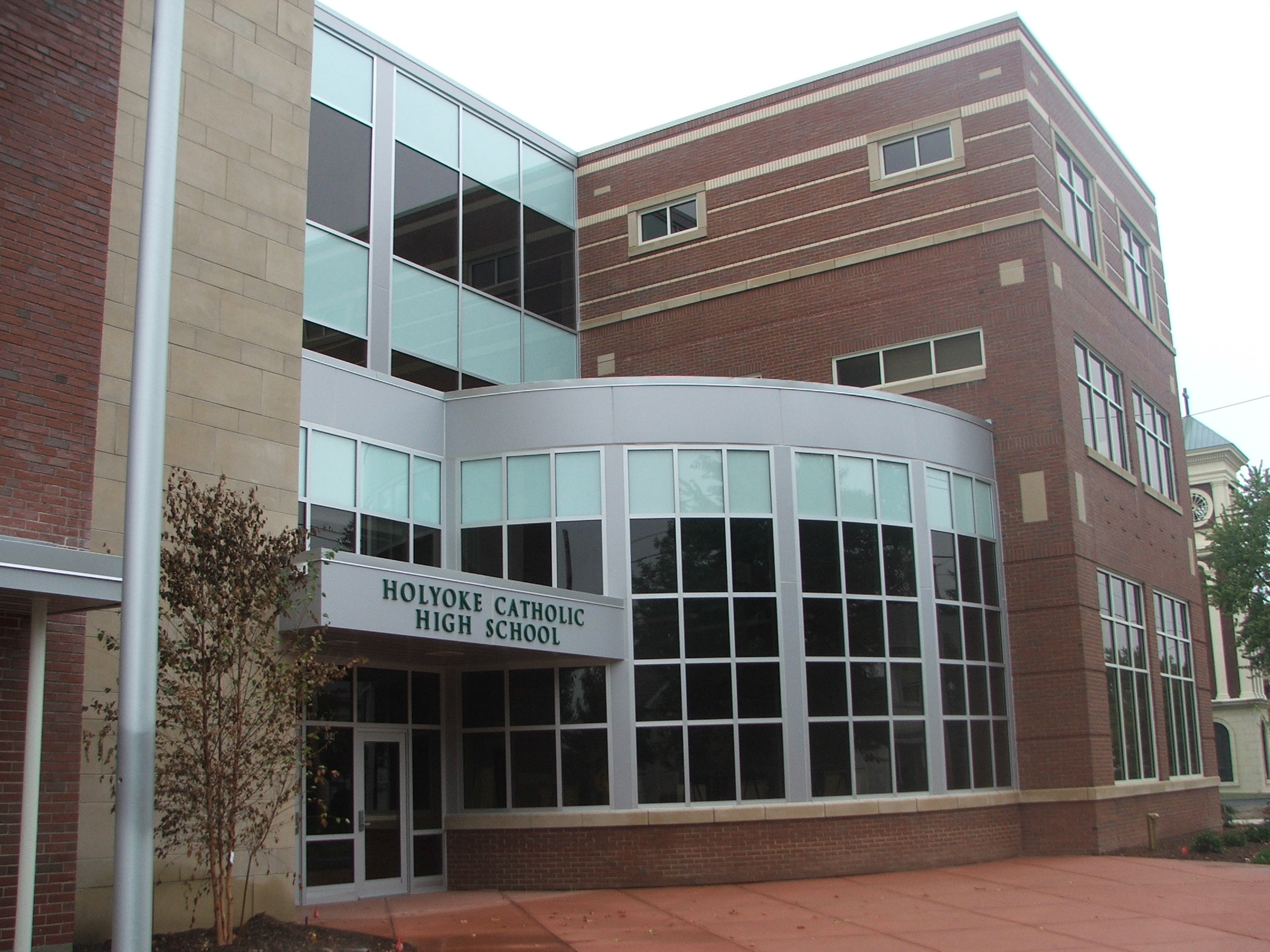
Holyoke Catholic High School

Elms College es una universidad privada ubicada cerca del centro de la ciudad de Chicopee. La universidad se fundó en 1928 por las Hermanas católicas de San José.